# 朝加真由美
朝加 真由美（あさか まゆみ、1955年9月6日 - ）は、日本の女優、元・歌手。本名：手塚 容子、旧姓：竹内。北海道函館市生まれ。上磯郡上磯町（現：北斗市）出身。
イイジマルーム、ケイファクトリーを経て2025年4月よりプレイヤーズエージェンシー所属。

## 人物・来歴
3人姉妹の真ん中。函館白百合高等学校中退。
1971年、ミス・セブンティーンコンテスト北海道大会でスカウトされた（同コンテストのグランプリだった坂口良子は、同期で同年齢で同郷である）。花王石鹸ホワイトのCMで芸能界入り。
1973年、『ウルトラマンタロウ』（TBS）のヒロイン・白鳥さおり役でドラマデビューしたが、第16話で降板し、以降は小野恵子が最終回まで代役を務めた。
『オールスター家族対抗歌合戦』（フジテレビ）で萩本欽一のアシスタントを務め人気を集める。
その後に劇団青年座に研究生として所属。当初は芸名が平仮名の「あさか まゆみ」で、この時に歌手デビューもしている。本人は「まゆみ」という芸名は、「まさこ」「ゆうこ」「みちこ」という三人の友人の名の頭文字をとったと話していたことがある。その頃、東京都での初舞台だった声優の速水奨とは同期で朝加は相手役を演じた。
あさかまゆみ時代の1973年に「虹色の夢 C/W 少女の胸に」で歌手デビュー。その後はヒット曲に恵まれず、タレントや女優活動にシフトすると音楽活動からは遠ざかった。1981年には久々に作詞も手がける意欲的なアルバム『優しい関係』を、1984年にはジャズのスタンダード・ナンバーをカバーしたアルバム『loving you…』を発表。
『オールスター家族対抗歌合戦』のアシスタントを終えたタイミングで水着姿のグラビアを解禁。衣裳の上からではわからなかったグラマラスな肢体で、『週刊プレイボーイ』『平凡パンチ』『GORO』をはじめとする男性誌のグラビアを軒並み飾って席巻した。
1980年代前半に週刊誌でオールヌードを披露し、当時はヘア解禁前であり、清純派女優でもあったため、世間に与えたインパクトは大きかったとされる。
2000年代以降は多くのドラマ・映画で主人公やヒロインの母親役を演じることが多い。
私生活では、1986年に俳優の篠塚勝と結婚し2女をもうけたが、2005年-2006年頃に離婚した。長女は女優の手塚真生。
特技は水泳。

## 出演

### テレビドラマ

#### NHK
- 連続テレビ小説（総合）
  - ひまわり（1996年） - 油座安代
  - 純と愛（2013年） - 久世秋代
- 土曜ドラマ「秋の選択」（1996年、総合）
- 日だまり刑事 容疑者リオの涙（1997年、BS2）
- スキッと一心太助 第3話（1999年、総合）
- ズッコケ三人組（1999年、教育） - おたか
- ルージュ（2001年、総合）
- 御宿かわせみ 第1シリーズ（2003年、総合） - おさん
- 人生はフルコース（2006年、総合） - 中野（牧村）静代の母
- チャレンジド（2009年、総合） - 町田典子
- セカンドバージン（2010年、総合・BShi） - 三沢文江
- 塚原卜伝（2011年、総合・BSプレミアム） - 藤枝
- わたしのウチにはなんにもない。（2016年、BSプレミアム） - ゆるりふみ
- 嫌な女（2016年、BSプレミアム） - 嶋咲恵
- ブランケット・キャッツ（2017年、総合） - 永島良子
- 透明なゆりかご（2018年、総合） - 里佳子の母・ゆかり
- デジタル・タトゥー（2019年、総合） - 吉川美枝子
- ディア・ペイシェント〜絆のカルテ〜（2020年、総合・BS4K） - 真野佑子
- 青天を衝け（2021年、総合） - 渋沢まさ 役[10][11]
- 風よ あらしよ（2022年3月31日、BS8K / 2022年秋、BSプレミアム・BS4K） - 辻美津
- 宙わたる教室（2024年10月8日 - 12月10日、総合・BSプレミアム4K） - 長嶺江美子
- しあわせは食べて寝て待て（2025年4月1日 - 5月27日、総合） - 麦巻惠子[12]

#### 日本テレビ
- 俺たちの祭 第7話 「季節の香り」（1978年） - 喫茶店の店員
- 松平右近事件帳 第16話「残された赤ん坊」（1982年） - おちえ
- 火曜サスペンス劇場
  - 引き裂かれた夜（1988年）
  - 星座伝説殺人事件　すばる星団が月に隠れる夜（1989年）
  - 魔術はささやく（1990年） - 日下啓子役
  - 黄金を抱いて翔べ（1991年）
  - 松本清張スペシャル・山峡の湯村（1992年） - 太田杏子
  - 北の警察署長　赴任途中で拾った女は殺人犯の妻－北海道の大地でつづるひと夏の人情警察日記（1998年）
  - 臨床心理士 6（2002年）
- 水曜グランドロマン「男三昧女三昧　男と女はなぜ別れない、いい女が来た、いい男が来た、現代男女交換絵図」（1989年）
- LOVE&PEACE（1998年） - 太田文枝
- サイコドクター（2002年） - 沖野富子
- ごくせん 第1シリーズ（2002年） - 内山さゆり
- よい子の味方 〜新米保育士物語〜（2003年） - 坂井多佳子
- あした天気になあれ。（2003年） - 坂井瑞穂
- 銭華（2006年） - 島津彩子
- アンテナ22特別版「特別ドラマスペシャル・総理大臣 小泉純一郎」（2006年） - 田中真紀子
- 死ぬかと思った Case12「ペテン師　Little Sting」（2007年）
- 日本史サスペンス劇場（2008 - 2009年） - 高台院
- ホカベン（2008年） - 川原友江
- 曲げられない女（2010年） - 荻原光
- 日本人の知らない日本語（2010年） - 秋元邦子
- FACE MAKER（2010年） - 松山千代
- リバウンド（2011年） - 瀬川美矢
- ブルドクター（2011年） - 黒川雅子
- 家族、貸します 〜ファミリー・コンプレックス〜（2012年） - 小橋桃子
- VISION-殺しが見える女-（2012年） - 来栖玲子
- ゴーストママ捜査線〜僕とママの不思議な100日〜（2012年） - 上原里子
- 30分だけの愛（2014年） - 亀山美恵
- ビンタ!〜弁護士事務員ミノワが愛で解決します〜（2014年） - 新城礼子
- ワイルド・ヒーローズ（2015年） - 瀬川澄子
- エンジェル・ハート（2015年） - 倉本荘子
- 眠れぬ真珠〜まだ恋してもいいですか?〜（2017年） - 中原町枝
- 正義のセ（2018年） - 瀬川弥生
- ブラックスキャンダル（2018年10月11日、読売テレビ） - 保田静江
- 偽装不倫（2019年） - 濱みき子
- シロでもクロでもない世界で、パンダは笑う。（2020年） - 岩城啓太の母
- 35歳の少女（2020年） - 由紀の母
- ハコヅメ〜たたかう！交番女子〜（2021年） - 三宅幸子
- 逃亡医F（2022年） - 香川晴枝
- 束の間の一花（2022年） - 山根恵子[13]
- セクシー田中さん（2023年） - 田中倫子
- GO HOME〜警視庁身元不明人相談室〜 第9話・最終話（2024年） - 伊藤啓子
- 私の知らない私 第7話 - 最終話（2025年2月20日 - 3月20日、読売テレビ） - 西島透子 役[14]
- DOCTOR PRICE 第4話（2025年8月3日、読売テレビ） - 森家翔子[15]

#### TBS
- ウルトラマンタロウ（1973年） - 白鳥さおり 役 ※第16話まで ※あさかまゆみ名義
- Gメン'75
  - 第139話「女子大生ネクタイ絞殺事件」（1978年） - 島崎須美
  - 第157話「ウェディングドレス殺人事件」（1978年） - 松本彰子
  - 第185話「津軽海峡を渡る片足の男（前編）」（1978年） - 山室直子
  - 第186話「青函連絡船の殺し屋（後編）」（1978年） - 山室直子
  - 第249話「コペンハーゲン 女子留学生殺人事件」（1980年） - 一瀬昌代
- 水戸黄門
  - 第10部 第5話「鬼庄屋は黄門様に瓜二つ -沼津-」（1979年） - お弓
  - 第33部 第22話（2004年） - とよ
  - 第35部 第7話「悪代官と十人の盗賊 -八女-」（2005年） - おこう
  - 第37部 第20話「男意気地の悪退治 -松島-」（2007年） - お兼
- 源氏物語（1980年）
- 天皇の料理番（1980年） - みつ
- ザ・サスペンス 「特急さくら殺人事件」（1982年）
- 水曜ドラマスペシャル 「熟女三人情熱の宿」（1987年）
- 恋に恋して恋きぶん（1987年） - 平野小枝子
- 土曜ドラマスペシャル「奥さま株をどうぞ」（1988年）
- こちら芝浦探偵社（1989年） - 岸田涼子
- びんた（1990年） - 蝶丸
- それでも家を買いました（1991年） - 桜田喜代子
- ドラマ30
  - 泣かないでママ（1994年、CBC） - あゆみ
  - ふしぎな話（2000年、MBS） - 武藤敬子
  - 熱血ニセ家族（2007年、CBC） - 笠井昌枝
- 職員室（1997年）
- 聖者の行進（1998年） - 水間梓
- 月曜ドラマスペシャル→月曜ミステリー劇場→月曜ゴールデン→月曜名作劇場
  - 女借金取り VS 買いまくる女　新宿ホスト殺人事件（1998年）
  - 真夏の恐怖劇場(1)フェチシズム（1999年）
  - 平成オンナ仕置き人（2000年） - 倉田シズコ
  - 宗像教授シリーズ（2000 - 2003年） - 宗像江里子
  - アドベンチャー探偵の事件簿1（2000年） - 中谷朝子
  - 浅見光彦シリーズ15「志摩半島殺人事件」（2001年3月19日） - 袴田直美
  - 万引きGメン・二階堂雪6「逆恨み」（2001年4月9日） - 大沢貴美子
  - 人情質屋の事件台帳1「激安商法殺人事件」（2001年7月9日） - 桜田芙佐子
  - 自治会長 糸井緋芽子 社宅の事件簿1（2001年7月23日） - 竹中伸代
  - 早乙女千春の添乗報告書14「奥飛騨・下呂湯けむりツアー殺人事件」（2003年6月16日） - 寺川光代
  - 教授検事 東京地検特捜部（2004年8月9日） - 女将
  - 十津川警部シリーズ36「河津・天城連続殺人事件」（2006年1月9日） - 後藤美和
  - 警視庁三係・吉敷竹史シリーズ2「灰の迷宮」（2006年1月16日） - 佐々木佳子
  - ご近所探偵・五月野さつき（2007 - 2008年） - 二階堂蘭子
  - おふくろ先生のゆうばり診療日記（2008年） - 平井京子
  - 弁護士高見沢響子9（2008年） - 武田好美
  - 駅弁刑事・神保徳之助3（2009年） - 平林さやか
  - 刑事シュート5 しゅうと&ムコの事件日誌（2015年3月2日） - 森美和子
  - 警視庁機動捜査隊216IX「硝子の絆」（2018年6月18日） - 時田秀美
- 家族になろうよ!（1999年） - 真船千秋
- 松本清張特別企画・顔（1999年）
- こちら第三社会部（2001年） - 谷中茂子
- 太陽と雪のかけら（2002年） - 橋田今日子
- ドラマDAMAS（2002年）
- モーニング娘。サスペンスドラマスペシャル（2002年） - 斉藤頼子
- あなたの人生お運びします!（2003年）
- またのお越しを（2003年） - 太田晴江
- ママはバレリーナ（2004年） - 神山忍
- 女系家族（2005年） - 中原有美子
- ガチバカ!（2006年） - 宇津木実の母
- 佐々木夫妻の仁義なき戦い（2008年） - 前田奈津子
- 魔王（2008年） - 真中好美
- ハンチョウ〜神南署安積班〜（2009年） - 山村早苗
- 夏うたドラマSP 幸せの贈り物（2009年） - 望月華恵
- オルトロスの犬（2009年） - 白川雪江
- アザミ嬢のララバイ（2010年） - 川東彩乃の母
- もう一度君に、プロポーズ（2012年） - 西園晶子
- とんび（2013年） - 園長先生
- 刑事のまなざし（2013年） - 藤川佐知代
- S -最後の警官-（2014年） - 神御蔵花
- ママとパパが生きる理由。（2014年） - 吉岡由美子
- シメシ（2015年） - 大前田貴美恵
- ホテルコンシェルジュ（2015年） - 真島藍子
- 百年の計、我にあり〜知られざる明治産業維新リーダー伝〜（2016年） - 伊庭田鶴
- 家族ノカタチ（2016年） - 高倉静子
- カンナさーん!（2017年） - 森川良枝
- 婚姻届に判を捺しただけですが（2021年） - 百瀬すみれ
- まどか26歳、研修医やってます! 第9話・最終回（2025年3月11日・18日） - 古川喜代子[16]

#### フジテレビ
- 銭形平次
  - 第643話「姿なき殺人」（1978年） - お蝶
  - 第815話「悪への惑い」（1982年） - お裕
- 影の軍団II（1981 - 1982年、KTV） - お朱鷺
- 時代劇スペシャル 「鼠小僧次郎吉 必殺の白刃」（1983年） - お咲
- 夏樹静子サスペンス「燃えがらの証」（1987年、KTV） - 佳江
- 京都サスペンス「芙蓉の花は血の色」（1987年、KTV）
- 男と女のミステリー
  - 「並木通りの男」（1988年） - 竹中由美
  - 「幸福の死角」（1990年）
- 過ぎし日のセレナーデ（1989年） - 榊れい
- ダブルマザー（1995年）
- 金曜エンタテイメント
  - ｢春のスペシャル第3弾 ざけんなョ!!8」『悲劇!!長男の嫁（長男の嫁・三日間の地獄）』（1995年）
  - ｢赤い霊柩車シリーズ｣（1996年） - 原田映子
  - 「京都夜の祇園姉妹殺人事件」（1999年）
  - 「温泉名物女将!湯の町事件簿」（2002年） - 宮本和代
  - 「女ざかり!!区役所の名探偵3」（2002年） - 赤川由紀江
  - 「娘道成寺伝説殺人事件」（2002年）  - 鈴原曜子
  - ｢刑事調査官 玉坂みやこ｣（2003年） - 相沢節子
  - 「所轄刑事」（2004年） - 西原和枝
  - 「ずっと逢いたかった。」（2005年） - 村川崇子
  - 「名司会者・寿鶴子 殺人スピーチ 2」（2006年） - 目黒美佐子
  - 「家族たちの明日～尼崎列車事故から1年～」『あしたの授業』（2006年）
  - 「こちら新宿駆けこみ寺～泣き笑い玄さん奮闘記～」（2006年）
- コーチ 第3話「その女を殴る」（1996年）
- 木曜の怪談（1996年） - 戒堂晃の母
- 御家人斬九郎（1997年） - おふさ
- レッド（2001年） - 日高雪
- いつもふたりで（2003年）
- Dr.コトー診療所（2003 - 2006年） - 星野昌代
- 永遠の君へ（2004年） - 桧山志津枝
- はたち～1983年に生まれて～（2004年）
- 海猿（2004 - 2005年） - 伊沢歌子
- エンジン（2005年） - 塩谷伸江
- ほんとにあった怖い話
  - 「さよなら俊彦」（2005年） - 松村菊恵
  - 「影の暗示」（2013年） - 遠山芳子
- 優しい時間（2005年） - 天野洋子
- 大奥（2005年） - 信乃
- ダンドリ。（2006年） - 池田好美
- 翼の折れた天使たち（2006年） - 吉井奈央の母
- 金曜プレステージ
  - 「ひみつな奥さん」（2006年） - 相田幸子
  - 「ドクター小石の事件カルテ」（2006年） - 野口朋子
  - 「壊れた脳　生存する知」（2007年）
  - 「奥様は警視総監」（2007年） - 設楽琴美
  - 「まだ見ぬ父へ、母へ・魂で歌う青い海〜全盲のテノール歌手・新垣勉の軌跡」（2007年） - 岸部知子
  - 「赤い霊柩車シリーズ26・黒い同窓会」（2010年） - 藤原しのぶ
  - 「浅見光彦シリーズ39」（2011年） - 森君枝
  - 「悪党」（2012年） - 細谷幸恵
  - 「女検視官・江夏冬子1」（2012年） - 中川真由美
  - 「ねじれた絆 赤ちゃん取り違え事件 42年の真実」（2013年） - 稲福礼子
  - 「執着〜捜査一課・澤村慶司2」（2014年） - 竹山美和
  - 「前科ありの女たち」（2014年） - 逢坂芳恵（みのりの母）
- 東京タワー 〜オカンとボクと、時々、オトン〜（2007年） - 佐々木恵子
- 牛に願いを Love&Farm（2007年） - 高清水サチ
- 押し相撲の名大関 栃光正之（2007年）
- ホームタウン 朴英美のまち（2008年）
- ラスト・フレンズ（2008年） - 岸本陽子
- チーム・バチスタの栄光（2008年） - 橋本由紀子
- ブザー・ビート〜崖っぷちのヒーロー〜（2009年） - 川崎雅恵
- 素直になれなくて（2010年） - 市原美佐子
- 絶対零度〜未解決事件特命捜査〜（2010年） - 大貫聡子
- 大切なことはすべて君が教えてくれた（2011年） - 上村圭子
- 僕とスターの99日（2011年） - 芹沢直子
- 遅咲きのヒマワリ〜ボクの人生、リニューアル〜（2012年） - 二階堂とき子
- サキ（2013年） - 新田明美
- 抱きしめたい!（2013年） - 倉沢洋子
- 極悪がんぼ（2014年） - 本真志保
- 松本清張ドラマスペシャル・死の発送（2014年） - 山崎文子
- HERO（2014年） - 滝光恵
- オトナ女子（2015年） - 大崎絹江
- 火の粉（2016年） - 梶間尋恵
- HOPE〜期待ゼロの新入社員〜（2016年） - 一ノ瀬夕紀
- 嫌われる勇気（2017年） - 狸穴治子
- 真昼の悪魔（2017年） - 小林照美
- 家族の旅路 家族を殺された男と殺した男（2018年） - 津村佐智子
- 限界団地（2018年） - 菊池史代
- シャーロック 第4話「ボクシング世界王者の失踪…空白の15分に何が?」（2019年10月28日） - 細谷郁恵
- アライブ がん専門医のカルテ 第3話「愛する家族との最期の時間」（2020年1月23日） - 木内陽子
- アンサング・シンデレラ 病院薬剤師の処方箋 最終話（2020年9月24日） - 向坂世津子
- 知ってるワイフ 第3話・最終話（2021年） - 藤原順子
- 世にも奇妙な物語
  - 「死後婚」（2008年） - 禰津栄津子
  - 「走馬灯のセトリは考えておいて」（2023年） - 袖崎碧[17]
- イチケイのカラス 第8話（2021年5月24日） - 山寺史絵 役[18][19]
- 自由な女神 -バックステージ・イン・ニューヨーク-（2023年3月4日 - 26日） - 橘真梨子 役 [20]
- 転職の魔王様 第9話（2023年9月11日） - 五十嵐夏子 役
- バントマン（2024年） - 柳澤絵里子 役[21][22]

#### テレビ朝日
- 土曜ワイド劇場
  - 「江戸川乱歩の美女シリーズ・白い人魚の美女 」（1978年） - 夏目知子
  - 「松本清張の種族同盟」（1979年） - 若宮朋子
  - 「日時計館の美女　江戸川乱歩の「屋根裏の散歩者」 覗かれて…」（1988年）
  - 「謎のダイヤモンドを求めて　日本縦断！　東京～金沢～尾道・黒幕の女は別れた女房」（1988年）
  - 「危険な再会」（1996年）
  - 「西村京太郎トラベルミステリー・秋田新幹線「こまち」殺人事件」（1999年） - 柏木めぐみ
  - 「家政婦は見た!」（2000年） - 三友美佐
  - 「混浴露天風呂連続殺人」（2000年） - 松尾千香子
  - 「大惨事」（2001年）
  - 「カリスマ美容師殺人事件」（2001年）
  - 「京都の女庭師風水探偵さくら子」（2002年） - 千代菊
  - 「火災調査官・紅蓮次郎」（2003年） - 青野咲江
  - 「変装捜査官・麻生ゆき」（2005年） - 木村芳美
  - 特別企画「交渉人」（2005年） - 中山暁美
  - 「グルメ弁護士VSダイエット検事」 （2005年）
  - 「地獄坂の復讐殺人！」（2006年）
  - 「北アルプス連続殺人ルート」（2006年）
  - 「炎の警備隊長・五十嵐杜夫」（2007年） - 結城美知恵
  - 「弁天祐美子法律事務所」（2007年） - 野口秋恵
  - 「女警察署長」（2009年） - 岸たき子
  - 「私は代行屋!2」（2013年） - 瀧川真弓
  - 「京都人情捜査ファイル 2時間スペシャル」（2015年） - 神田美津子
  - 「京都美食タクシー殺人レシピ」（2015年） - 佐々山絹代
- 必殺仕事人 第27話「死を賭けて虎の尾が踏めるのか?」（1979年、ABC） - お光
- 特捜最前線
  - 第85話 「死刑執行0秒前! 」（1978年）
  - 第258話「ヨコハマストーリー! 」（1982年）
- 源九郎旅日記 葵の暴れん坊 第16話「姫のお国の幽霊武者」（1982年） - 絹代
- ザ・ハングマンII 第7話「娼婦マヤ夫人の告発」（1982年） - 上月亜矢子
- 暴れん坊将軍II（1983年 - 1987年） - 御庭番・さぎり
- 月曜ワイド劇場 OLシリーズ第1弾！「女が会社へ行きたくない朝」（1983年）
- 部長刑事 第1284話「涙をふいて」（1983年、ABC）
- 名奉行 遠山の金さん（1988年） - おとよ
- お姉さんの朝帰り（1994年）
- 家政婦は見た! 第7話「人気作家の豪邸に妖しい幽霊…」（1997年11月20日） - 荒川奈美
- はみだし刑事情熱系
  - PART2 第13話「3億円爆破殺人！いじめられた社宅の女」（1998年1月14日） - 深谷美枝 役
  - PART4 第11話「死なないで兵吾君!! 聖夜に響く娘の叫び」（1999年12月22日） - 高柳真紀子 役
- 女子高生秘湯の謎！（1998年）
- 学校の挑戦　不登校中退者受け入れます！その時、女教師と生徒の壮絶な闘いが始まった！涙と感動の実話（1998年）
- 青い鳥症候群（1999年） - 藤沢亮子 役
- 長崎ぶらぶら節（2001年）
- はぐれ刑事純情派新春スペシャル（2001年） - 望月順子
- 八丁堀の七人 第4シリーズ 第5話（2003年） - おとき
- 京都地検の女
  - 第1シリーズ 第6話「年上の女が殺される！黙秘するカリスマ美容師」（2003年8月28日） - 田辺紀子
  - 第9シリーズ 第4話「若者5人が暮らすシェアハウスで放火事件が発生！」（2013年8月15日） - 園田えり子
- ミステリー民俗学者八雲樹（2004年） - 倉持紫乃
- 電池が切れるまで（2004年） - 森下奈緒子
- 黒革の手帖（2004年）
- アタックNo.1（2005年） - 早川波子 役
- 新・科捜研の女3（2006年） - 井田聖子
- 七人の女弁護士（2006年） - 辰村かおり
- わるいやつら（2007年） - 沼田看護師長
- 刑事一代 平塚八兵衛の昭和事件史（2009年） - 岸田里子
- マイガール（2009年） - 塚本志織
- 松本清張生誕100年特別企画 疑惑（2009年） - 佐々木圭子
- 秘密（2010年） - 沢田美香子
- 光る壁画（2011年） - 大畑光子
- 聖なる怪物たち（2012年） - 内海弘江
- お天気お姉さん（2013年） - 園部文子
- 刑事7人 シーズン1（2015年） - 安藤紗季
- 警視庁・捜査一課長（2017年） - 中井加奈子
- 日曜ワイド 「越後純情刑事・早乙女真子」（2018年） - 近藤朝子
- 七人の秘書 第1話（2020年） ‐ 一原弓恵
- ずんずん!（2021年） - 湯川かおる 役[23]
- 彼女、お借りします（2022年7月3日 - 9月25日） - 一ノ瀬小百合
- フォレスト（2025年1月12日 - 3月2日、テレビ朝日）- 中西慶子

#### テレビ東京
- 斬り捨て御免! 第3シリーズ第19話「白昼に散った女影目付」（1982年） - お綱
- 大江戸捜査網
  - 第566話「凶弾! 白い肌の襲撃者」（1982年） - お美和
  - 第602話「母よ許して! 花街子連れ唄」（1983年） - お梅
- 隠密・奥の細道 第7話「仇討無情女の涙」（1988年） - 白坂雪
- 事件・市民の判決（1996年）
- エコエコアザラク（2004年） - 伊澤亮子
- 孤独のグルメ Season3 第12話（2013年9月25日） - だるまやの奥さん 役
- 山本周五郎人情時代劇（2015年） - おみち
- 三匹のおっさん2〜正義の味方、ふたたび!!〜（2015年） - 立花花代
- 特命刑事 カクホの女（2018年） - 田浦麻里
- 江戸前の旬 season1 第5貫「心の架け橋 アジとイカ」（2018年11月10日、BSテレ東） - 里見史代
- 絶メシロード 第5話「こころ」（2020年2月21日） - 佐原佳江
- 女と愛とミステリー
  - 「刑事吉永誠一 涙の事件簿」（2004年） - 細江佐江子
  - 「検察官キソガワ」（2005年） - 峰岸絵美香
- 水曜ミステリー9
  - 「多摩南署たたき上げ刑事・近松丙吉」（2007年） - 河合君枝
  - 「旅行作家・茶屋次郎」（2008年） - 水内里江
  - 「農家の嫁は弁護士!神谷純子のふるさと事件簿」（2009年） - 杉原玲子
  - 「駐在刑事4」（2016年） - 樋山好美
- ミッドナイト・ジャーナル 消えた誘拐犯を追え！七年目の真実（2018年） - 西野佐恵
- おじさまと猫（2021年） - 日比野奏の母
- ゲキカラドウ 第6話（2021年2月11日） - 磯部友香

#### BSジャパン
- 顔のない女（2001年）
- 主婦探偵・河原綾子　のぞき見事件簿！ （2001年）
- 黒い目撃者 （2002年）
- 熱血刑事・吉永誠一 （2004年）
- 検察官キソガワ（2005年）
- 多摩南署たたき上げ刑事・近松丙吉 (7) 不幸な雨（2007年）

#### WOWOW
- 長い長い殺人（2007年） - 響美津子
- 震度0（2007年） - 倉本可奈子
- 天の方舟（2012年） - 黒谷七波の母
- 鍵のない夢を見る（2013年） - 二木未玖の母
- 地の塩（2014年） - 神村悦子
- 賢者の愛（2016年） - 高中美也
- 塀の中の美容室（2025年放送予定） - 小松原亜希[24]

### 映画
- 純（1980年） - 木島洋子
- 汚れた英雄（1982年） - 御木本菜穂子
- 傷だらけの勲章（1986年） - 脇田啓子
- 「さよなら」の女たち（1987年） - 暮林愛子
- メロドラマ（1988年） - 遠藤早苗
- 必殺始末人 第1作（1997年） - お駒
- 柘榴館（1997年） - 立花香織
- 強奪（2000年） - 李名月
- DRUG（2001年） - 小田島知実
- 海猿 ウミザル 第1作（2004年） - 伊沢歌子
- アンフェア the movie（2007年） - 葉子の母
- ブラック会社に勤めてるんだが、もう俺は限界かもしれない（2009年） - 大根田佳子
- 書道ガールズ!! わたしたちの甲子園（2010年） - 早川里子の母
- おにいちゃんのハナビ（2010年） - 中原幸子
- ×ゲーム2 第2作（2012年） - 佐伯慶子
- クロユリ団地（2013年） ‐ 槇村ひとみの母
- ゆるせない、逢いたい（2013年） - 木下恵子
- 共に歩く（2014年） - 岩村陽子
- かぐらめ（2015年） - 田村依子
- 八重子のハミング（2016年） - 青木小夜子
- Dr.コトー診療所（2022年） - 星野昌代 [25]
- 消えない灯り（2023年）[26]
- 風よ あらしよ 劇場版（2024年） - 辻美津[27]

### バラエティー・教養番組
- オールスター家族対抗歌合戦（フジテレビ、アシスタント）
- クイズところ変れば!?（テレビ東京、不定期出演）

他多数

### CM
- 花王「ニュービーズ」（1978年）
- サッポロビール「J&B」（1984年）
- 白鶴酒造（上撰白鶴、2005年 - ）
- トヨタ自動車（パッソ、2007年 - ）
- アイフル（2008年 - ）
- 日清オイリオグループ（2009年 - ）
- インペリアル・ラボラトリーズ株式会社（ドクターコスメ化粧品) (2009年-)
- 日本たばこ産業（企業CM、2010年 - ）北見敏之、大谷英子、森岡龍と共演
  - 「とある家族／笑顔の家族」篇
  - 「とある家族／父子の会話」篇
  - 「とある家族／母のバレー・父の王手」篇
  - 「とある家族／娘のドジ・父の感心」篇
  - 「とある家族／弟の成長」篇

### 配信ドラマ
- 七夕の国（2024年） - 祖母[28]

### その他
- 交通安全教育ビデオ 悲しみは消えない〜飲酒運転の代償〜（埼玉県交通教育協会制作）
- 週刊プレイボーイ特別編集 朝加真由美写真集（1981年、集英社）
- 別冊スコラ2 写真集「翅をください」（1982年、講談社・スコラ）

## ディスコグラフィ

### シングル
- 1〜3：あさかまゆみ名義、4〜7：朝加真由美名義。
  - 1〜3：Dan、4〜6：CBS・ソニー、7：フィリップス

| # | 発売日         | A/B面 | タイトル                 | 作詞         | 作曲       | 編曲       | 規格品番 |
| - | -------------- | ----- | ------------------------ | ------------ | ---------- | ---------- | -------- |
| 1 | 1973年 8月20日 | A面   | 虹色の夢                 | 阿久悠       | 森田公一   | 馬飼野康二 | VA-30    |
| 1 | 1973年 8月20日 | B面   | 少女の胸に               | 千家和也     | 鈴木邦彦   | 青木望     | VA-30    |
| 2 | 1974年 1月     | A面   | 野いちご                 | 千家和也     | 鈴木邦彦   | 馬飼野康二 | VA-34    |
| 2 | 1974年 1月     | B面   | このごろ私は             | 阿久悠       | 森田公一   | 馬飼野康二 | VA-34    |
| 3 | 1974年 5月1日  | A面   | あやまち                 | 千家和也     | 馬飼野康二 | 馬飼野康二 | VA-39    |
| 3 | 1974年 5月1日  | B面   | 風と雨の季節             | 千家和也     | 馬飼野康二 | 馬飼野康二 | VA-39    |
| 4 | 1975年 3月     | A面   | ひとり暮らし             | 松本隆       | 馬飼野康二 | 馬飼野康二 | SOLB-218 |
| 4 | 1975年 3月     | B面   | それはあなたが決めること | 千家和也     | 馬飼野康二 | 馬飼野康二 | SOLB-218 |
| 5 | 1975年 9月     | A面   | ドレミファくんこんにちわ | さいとう大三 | 馬飼野康二 | 馬飼野康二 | SOLB-308 |
| 5 | 1975年 9月     | B面   | やさしい歌               | さいとう大三 | 馬飼野康二 | 馬飼野康二 | SOLB-308 |
| 6 | 1976年 8月     | A面   | ハロー・チャーミング     | さいとう大三 | 佐藤健     | 高田弘     | 06SH-33  |
| 6 | 1976年 8月     | B面   | さよなら夏の日           | さいとう大三 | 佐藤健     | 高田弘     | 06SH-33  |
| 7 | 1981年 1月     | A面   | 優しい関係               | 朝加真由美   | 中島正雄   | 河内淳一   | 7PL-55   |
| 7 | 1981年 1月     | B面   | Hold on Me               | 朝加真由美   | 稲村一志   | 河内淳一   | 7PL-55   |

### アルバム

#### オムニバス・アルバム
- アクトレス・ミラクルバイブル 鶴間エリ・朝加真由美・熊谷美由紀・白坂紀子・中島はるみ（2015年1月14日、DYCL-556）
  - CBS・ソニーからリリースされたシングル両面6曲を収録。

- ウルトラマンタロウ 45th Anniversary Music Collection（2018年5月30日、COCX-40344〜6）
  - 挿入歌として使用された「虹色の夢」を収録。